# Сиротка Энни (мультфильм)
«Сиротка Энни» — мультфильм студии «Мульттелефильм» по мотивам стихотворения Джеймса Уиткомба Рейли.

## Сюжет
Нянька Энни, присматривая за малышами, рассказывает им на ночь страшные сказки про гоблинов, которые утаскивают непослушных проказничающих детей, заканчивая каждую словами:
«Гоблины вас сцапают, уволокут и схряпают.
Поэтому вы слушайтесь и будьте начеку!»
Когда же они начали засыпать, девочка поведала, что должны делать хорошо воспитанные дети.
А в это время в своём жилище на луне старший гоблин, задувая светильник, стращает перед сном своих отпрысков:
«вас люди сцапают, уволокут и схряпают…»

## Создатели
- Автор сценария — Олег Егоров
- Режиссёр — Юлиан Калишер
- Художники-постановщики — Елена Зеленина, Людмила Танасенко
- Художники-аниматоры — А. Веселова, Фазиль Гасанов
- Ассистент режиссёра — Ю. Аралова
- Оператор — Леонард Кольвинковский
- Звукооператор — Олег Соломонов
- Монтажёр — Т. Моргунова
- Редактор — Г. Комарова
- Директор картины — Зинаида Сараева